# Домбровский, Павел Каэтанович
Павел Каэтанович Домбровский (26 июня 1848 — после 1917) — русский военачальник, генерал-лейтенант, участник русско-турецкой и Русско-японской войны.

## Биография
Родился 26 июня 1848 года, православного вероисповедания, происходил из потомственных дворян Гродненской губернии.
Воспитывался в Аркачеевском кадетском корпусе.
Окончил курс наук в 1-м военном Павловском училище по первому разряду. Был выпущен в 1867 году, подпоручиком в 36-й пехотный Орловский генерал-фельдмаршала князя Варшавского графа Паскевича Эриванского полк. С 14 июля 1870 года поручик. 17 марта 1877 года произведён в штабс-капитаны и назначен командиром роты. С 29 сентября 1879 года капитан.
Участник русско-турецкой войны 1877—1878 гг. Командуя ротой, за отличие в сражении против турок, награждён орденом Святого Георгия 4 степени. Был ранен, взят в плен в сражении при Елене 22 ноября, и отведен в Константинополь. В плену находился по 26 марта 1878 года.
С 5 февраля 1883 года майор, c прикомандированием к Чугуевскому пехотному юнкерскому училищу. 6 мая 1884 года переименован в подполковники. В 1887 году возвращён в полк с назначением командиром батальона. С 1 января 1896 года полковник. C 12 февраля по 9 мая 1897 года командир Гунибского резервного батальона. С 9 мая того же года по 2 апреля 1898 года Харьковский уездный воинский начальник. 2 апреля 1898 года назначен командиром 11-го Восточно-Сибирского стрелкового полка.
Участник Китайского похода 1900—1901 гг.. 26 февраля 1901 года произведён в генерал-майоры. 15 марта 1901 года командиир 11-го Восточно-Сибирского стрелкового полка генерал-майор П. Домбровский был награждён золотым оружием с надписью «За храбрость».
2 февраля 1902 года назначен командиром 1-й бригады 32-й пехотной дивизии . C 31 мая 1903 года командир 1-й бригады 33-й пехотной дивизии.

## Русско-японская война
Участвовал в русско-японской войне. С 15 сентября 1904 года начальник 1-й стрелковой бригады. 21 января 1905 года при овладением селения Чжантаньхенан контужен в ногу, но остался в строю. С 13 августа 1905 года командующий 1-й стрелковой дивизией .
22 апреля 1907 года произведён в генерал-лейтенанты и назначен начальником 40-й пехотной дивизии.

## Труды
- Памятка пехотинца : По руководящим приказам ген. Драгомирова / Сост. 36 Пехот. Орлов. полка полк. Домбровский. — СПб.: тип. Э. Арнгольда, 1896.